# Il sentiero nell'erba alta
Il sentiero nell'erba alta ( di Pierre auguste Renoir) è un dipinto del pittore francese Pierre-Auguste Renoir, realizzato intorno al 1874 e conservato al Museo d'Orsay di Parigi.
La cronologia dell'opera è abbastanza controversa. Molti critici hanno proposto l'ipotesi di una datazione compresa tra il 1874, anno in cui Renoir risiedette insieme a Monet ad Argenteuil, e il 1876-1878, anno in cui il pittore licenzia capolavori come La balançoire e il Bal au moulin de la Galette. È possibile tuttavia datare l'opera a un periodo di poco posteriore il 1873, anno in cui Claude Monet dipinse I papaveri. La composizione de Il sentiero nell'erba alta presenta infatti decise tangenze con la tela monetiana, che pure raffigura due figure in cima a una collina e due figure in basso, disposte in modo da creare un'elettrizzante sensazione di dinamicità. L'opera fu venduta nel 1875, in occasione dell'asta all'Hôtel Drouot, ad un prezzo veramente modesto, pari a 105 franchi: l'acquirente era probabilmente più interessato alla cornice che al dipinto in sé, considerato alla stregua di uno scarabocchio. Dopo alcuni passaggi commerciali, il quadro passò nel 1926 nelle sale del Louvre e del Jeu de Paume prima di trovare la sua destinazione finale presso l'Orsay, sempre a Parigi.
Come abbiamo già accennato, la presenza delle due figure sulla cima del dosso viene reiterata lungo la diagonale del rettangolo compositivo, contribuendo così a suscitare una sensazione di movimento in discesa. Così come in altre opere del periodo, inoltre, Renoir diluisce completamente i contorni e si preoccupa piuttosto di costruire un'intensa ritmica cromatica, a partire dall'evocazione dei papaveri, definiti da violente pennellate rosse, e degli alberi in secondo piano, costruiti con tonalità verde scuro. Una terza nota cromatica viene infine aggiunta dal parasole cremisi della donna che discende il colle, il quale riprende e varia i toni rossi dei papaveri. Come osservato da Giovanna Rocchi, «l'effetto d'insieme del dipinto di fatto si avvale della forte tensione fra la spazialità suggerita dal sentiero fra i campi e l'assoluta inconsistenza creata dalle pennellate veloci tese a rendere vibranti effetti di luce».